# 长兴 (年号)
长兴（930年3月23日—934年1月24日）是后唐明宗李嗣源的第二個年号，共计5年。長興四年十二月後唐閔帝李從厚即位沿用。
吳越世宗錢元瓘用此年号（932年四月—933年，长兴三年－四年）。马楚衡阳王馬希聲和文昭王馬希範用此年号（930年十一月—933年）；闽惠宗王延钧用此年号（930年二月—932年）；荆南文獻王高從誨亦用此年号（930年二月—933年）。
934年閏正月蜀王孟知祥稱帝，建立後蜀，仍用長興年號，稱長興五年，至於四月才改元明德。
936年后唐河东节度使石敬瑭起兵后，不用后唐末帝的清泰年号，称长兴七年。建立后晋后，于十一月改元。

## 改元
- 天成五年——二月廿一·乙卯（930年3月23日），改元長興元年。[9][10][11]
- 長興四年——十一月二十六日，後唐明宗去世。十二月一日，後唐閔帝李從厚繼位。[12]
- 長興五年——正月初七·戊寅（934年1月24日），改元應順元年。[12][13][14]

## 纪年對照表
| 长兴 | 元年  | 二年  | 三年  | 四年  | 五年  | 七年  |
| ---- | ----- | ----- | ----- | ----- | ----- | ----- |
| 公元 | 930年 | 931年 | 932年 | 933年 | 934年 | 936年 |
| 干支 | 庚寅  | 辛卯  | 壬辰  | 癸巳  | 甲午  | 丙申  |

## 同期存在的其他政权年号
- 中國
  - 大和（929年－935年）：吳—楊溥之年號
  - 大有（928年－942年）：南漢—劉龑之年號
  - 龍啟（933年－934年）：閩—王延鈞之年號
  - 興聖（929年－930年）：大義寧—楊干真之年號
  - 大明（931年－937年）：大義寧—楊干真之年號
  - 天顯（926年－938年）：契丹—耶律阿保機、耶律德光之年號
  - 甘露（926年－936年）：東丹—耶律倍之年號
  - 同慶（912年－966年）：于闐—尉遲烏僧波之年號
- 朝鮮半島
  - 天授（918年－933年）：高麗—高麗太祖王建之年號
- 日本
  - 延長（923年－931年）：醍醐天皇之年号
  - 承平（931年－938年）：朱雀天皇之年号

## 深入閱讀
- 李崇智. . 北京: 中華書局. 2004年12月. ISBN 7101025129.
- 鄧洪波. . 臺北: 國立臺灣大學東亞經典與文化研究計劃. 2005年3月  [2022-01-03]. ISBN 9789860005189. （原始内容 (pdf)存档于2007-08-25）.

## 參看
- 中國年號索引

| 前一年號： 天成 | 后唐年号 930年－934年 | 下一年號： 应顺 |

| 前一年號： 天成 | 馬楚年號 930年－933年 | 下一年號： 應順 |

| 前一年號： 天成 | 荊南年號 930年－933年 | 下一年號： 應順 |

| 前一年號： 宝正 | 吴越年号 932年－933年 | 下一年號： 应顺 |

| 前一年號： 天成 | 闽年号 930年－932年 | 下一年號： 龙启 |

| 前一年號： -- | 後蜀年號 934年 | 下一年號： 明德 |